# ねこきっさ
『ねこきっさ』は、ととねみぎの4コマ漫画作品。芳文社の月刊雑誌『まんがタイムきらら』で2002年10月号から2011年6月号まで連載されていて、連載終了まで同誌最長寿連載作品であった。
2005年3月25日には、フロンティアワークスよりドラマCDが発売された。

## あらすじ
物語の舞台はモンスターたちが平和に暮らす魔界。
田舎から出てきた元気いっぱいの猫娘・青葉クゥは、かわいい制服にあこがれて喫茶「ねこきっさ」で住み込みのアルバイトを始めるが、研修期間は正規の制服は着させてもらえず、なんと“給食着”で仕事をすることに。
個性豊かな店のスタッフ、常連客などが日々繰り広げるドタバタ劇が楽しく描かれている。

## 主な登場人物
担当声優はドラマCD版のキャスト。

### ねこきっさ東魔界支店
青葉クゥ（あおば クゥ）
声 - 釘宮理恵
本作品の主人公。魔界の喫茶店・ねこきっさの東魔界支店の新人アルバイト店員で、店ではフロア担当。元気印の猫娘。15歳（登場時は14歳）で血液型はO型。栗色の髪に緑色の目、大きな猫耳がチャームポイント。語尾に「っス」とつけるのが口癖。少しドジだが、ねこきっさのスタッフの中では最も常識人に近い。バカ正直で、ルーシアが飛行法について「片足が地面に着く前に…」と冗談を言ったのを真に受けて実践し、足を骨折した事がある。何かを抱かないと眠れず、時々、同室のミルクを無意識に抱いては圧死させかけている。
田舎（人間界）から魔界へ出て来て住み込みで働いており、ミルクと同期で部屋も相部屋。マヤの料理を手伝うこともあったが、マヤとしっぽが邪魔しあって手伝いにならなかった。お金に対して強い執着心を持ち、接客の他にも色々雑務をこなして小銭を稼いでいる。レジ横に自分の貯金箱を置いていたこともあった（実は募金に偽装して小銭をかすめ取るためだった）。後に、父親の虐待紛いの勇者修行（正確には兄に対する修行に巻き込まれる形だった）に耐えかねて家出して来た事が判明する。
研修期間中は正規の制服を着せてもらえず、給食着で働いており、制服デザイン変更時、帽子が三角巾に変わっている。南魔界支店の応援最終日に15歳の誕生日を迎え、晴れてアルバイトに正式採用となった。東魔界支店では一番の格下なので、ぱくに「クゥ先輩」と言われると弱い。
猫付き合いも良く、店の生ゴミを近所の野良猫たちのエサにしている。猫娘なので人語とネコ語の両方を話せるが、ミルク曰くクゥのネコ語は方言がきついらしい。
実家は人間界にある猫人の里。当人曰く雪国とのことで、魔界で大雪が降ったときには巨大ミルク雪像を造り上げた。幼少の頃雪で家の1階が埋まったというエピソードは、作者の祖母の実体験が元ネタ。
ミルク＝シルフィード
声 - 大谷育江
ねこきっさ東魔界支店の新人アルバイト店員。猫そのものの姿をしている。店では飲食物を運ぶのが難しいため、注文取りとレジ担当。自称24歳のレディだが、人間換算では112歳のお婆ちゃん。近所の仔猫達からは「ミルクばぁちゃん」と呼ばれている。血液型はB型。自身曰く「猫のB型はレア」。体毛は真っ白で、雪道では保護色として有効。
他の猫達と違って人語とネコ語の両方を話せる。クゥより年上なので敬意を払わせようとし、失礼な言動があると遠慮なく引っかく。最近に至ってはツッコミ役が板についている。
クゥの頭の上がお気に入り。サボりグセがあり、よくご老公（山岡大海）の頭蓋骨の中でサボっている。ねこきっさスタッフの中では唯一の喫煙者で、ヘビースモーカーである。年齢や経験的には十分に正規アルバイトになれるのだが、サボりぐせのために研修期間扱いのままで、給食着で働いている。
一時的に約100年後の姿になったことがある。長生きし、美人の猫叉になるらしい。本人もこの姿は気に入っている。
鬼瓦 マヤ（おにがわら マヤ）
声 - 平松晶子
ねこきっさ東魔界支店の副店長兼経理担当。ドラゴン。家庭では料理を担当している。年齢不詳だがミラによると相当若作りしていて、300歳を超えるらしい。本人の前でその話題は禁句であり、本人のいない所でも話題にすると皿や包丁が飛んで来る。血液型はO型。青く長い髪に、緑色の瞳。仕事中は、髪を三つ編みにしている。
少しおっとりした美人であるが、大きなしっぽがあり、強そうな印象がある。実際、店内で暴れた猪や熊を倒すほど強く、絶対に壊れないはずのオリハルコン製の食器を割ったことがあるなど、作中最強のキャラである。しかし爬虫類なので寒さには弱い。くしゃみをすると炎（ドラゴンブレス）が出る。夫の源十朗とは仲睦まじい。単行本3巻の描き下ろしで2人の馴れ初めが描かれている。
店員の写真をこっそり撮って、マニアな客に高く売りつけているらしい。制服変更の時は店員の使用済み旧制服を売ったこともある。
鬼瓦 源十朗（おにがわら げんじゅうろう）
声 - 梁田清之
ねこきっさ東魔界支店の店長兼料理長。鬼族。クゥには「おやっさん」と呼ばれている。身長3メートルを超える巨体だが、とても寡黙。しかし料理には情熱を持ち、料理のアイデアを考えていると周囲が見えなくなる。食堂や旅館など、厨房があるといつの間にか入り込み、料理を作っている。
手先がとても器用で裁縫も得意だが、これはマヤと知り合ってから練習して上達したもので、マヤとの結婚のためのウェディングドレスも自作した。今は、店の制服も彼の手作り。最高傑作は「ミルク用の靴」。ゴキブリはとても苦手。鬼だけに地獄で働いていた事もあり、現・閻魔大王の下積み時代に面倒を見ていた事から「先輩」と慕われている。
ルーシア＝ミレクリス
声 - 田村ゆかり
ねこきっさ東魔界支店のアルバイト店員。女子高生。ヴァンパイア系三世。テキパキした性格でクゥの良き先輩。中心街に両親と住んでおり、自宅は母親が経営する形成外科医院。父親は魔界城に勤める公務員。17歳。血液型はA型。赤いセミロングヘアに金色の瞳。低血圧らしく朝は弱い。1本だけの長いアホ毛が目印で変装していてもアホ毛が見えた時点でバレる。背中の翼で空を飛べる。
小学2年生の頃から、身体が成長していないらしく、胸もない。後にバイトの履歴書で身長と胸囲を詐称していた事が発覚した。
クリムとは幼なじみで学校では同級生、バイトとしてはルーシアが後輩。過去の恥ずかしい秘密を色々握られている。アホ毛は作中で自身または他人によってさまざまな用途に使われ、過去に猫じゃらしを取り付けられたり、整髪料で固められて避雷針代わりにされたり、さらには霊感レーダーになったりしている。体の一部分のネタを一番多く使われているキャラである。ピッキングが得意。
血に限らず食欲をそそられるので赤い食べ物が大好きで、ご飯にはタバスコをかけるほど。自分の寝床はカンオケ。眠いときにカンオケがないときはタンスの引き出しや掃除用具入れなど似たような細長く狭いところに入りたがる。
ネコ語を解する事の出来る伝説のネコミミを付けて近所の猫の寄り合いに参加した事があり、以後も翻訳機として度々使用している。
クリムと共に高校2年生だったが、社員旅行で地獄に行った際に死亡扱いされ、殉職・二階級特進で17歳にして大学1年になってしまい、一時期本当に大学に通ったが結局出戻ったらしい。
クリム＝フォウル
声 - 永田亮子
ねこきっさ東魔界支店のアルバイト店員。ルーシアの同級生。アルバイトの中では最古参。ワーウルフ。街はずれの家で、木こりの母親と2人暮らしをしている。血液型はAB型、自身が発表する前に他のねこきっさスタッフに言い当てられた。銀髪に赤茶色の瞳。眼鏡っ娘。大食漢にしてプロポーションも抜群。
ややおっとりしているが、食べ物には鋭く反応する。花粉症でこのときの涙を流すしぐさが、思わぬ人気を呼んだらしい。食いしん坊。ミルクが食材に見えていて「ミルミル」と呼び、常に虎視眈々と狙っている。なお、一時的に成長したミルクを見た時は「賞味期限切れ」と断じ、まったく興味を示さなかった。ただし、運動会のパン食い競走後にからし・わさび・タバスコの入った「三色パン」をクゥに押し付けたことから、辛いものは苦手と考えられる。
近所の猫の寄り合いに参加した時は自前のネコミミ帽子を持参し、帽子の「材料」のおかげでネコ語を解する事ができた。

### ねこきっさ南魔界支店
大津 ぱく（おおつ ぱく）
ねこきっさ南魔界支店の正社員。同店開店時からのスタッフ。タコ魔族。20歳。人前で緊張すると、鼻血の代わりに墨を吐いてしまうという欠点がある。そのため南魔界支店の開店を前に、東魔界支店で修行としてタダ働きしていた。
本来はタコの姿だが、擬態により人間の姿になっているが体積の限界で子供の姿。桃色の髪を後ろでおだんごにしている。本来の姿の時のタコ顔を擬態の顔の向かって左側に赤いひょっとこ面として出しており喜怒哀楽の表情が現れる。擬態中でも両手、両足以外に時々タコの足が最大4本出てくることがある。足や体はかじられたりしても短期間で再生可能。吸盤で壁や天井を歩く事ができる。
実家は竜宮城。現在は南支店店長スズーレ宅に住み込み中で、彼と交際している。一度彼の両親に挨拶に行く予定だったが諸事情で中止。
高校時代は料理部に所属し、講師に来ていたスズーレと出会う。その後魔界大学に進学したが、スズーレと共に南魔界支店を支えるために中退している。
スズーレ＝M＝ポタミヤ
ねこきっさ南魔界支店の店長兼料理長で、主に厨房を担当している。トリ魔族。鳥頭で3歩歩くとすべての事を忘れてしまうため、普段は飛んでいる。後ろ向きに歩くと思い出すとのこと。ぱくとの再開の時は前世の記憶らしきものを思い出す。マヤなどには「スズさん」と呼ばれている。
松葉 聖子（まつば せいこ）
ねこきっさ南魔界支店のアルバイト店員。カニ魔族。ツインテールにカニバサミ型の髪留めを付けている。関西弁を話す元気娘。ハリセンツッコミ装備。理容師の卵で、ぱくの頭や店の植え込みを練習台にしているが、魚貝類の形にカットしてしまう。クゥには「セーコさん」、ぱくには「せーこさん」と呼ばれている。
越前 ミヅキ（えちぜん ミヅキ）
ねこきっさ南魔界支店のアルバイト店員。クラゲ魔族。発光能力あり。ぱくの大学在学時からの友人。長身でスタイル抜群の美女。いつもぼーっとしていて抜けた所があるが、反面勘が鋭く、クゥに新制服のデザインで相談した時は、マヤ達が盗聴していたのを見抜いていた。魔界大学工学部でロボット工学を専攻しており、身を切り売りして人形サイズになってしまったぱくにメカボディを貸し出した事もある。機械いじりには強烈なこだわりがあり、聖子にメカボディを「ダサい」と言われて、常ならぬ素早さと力強さを発揮。あっという間に改造してしまった。

### その他
山岡 大海（やまおか おうみ）
声 - 阪脩
ねこきっさ東魔界支店の常連客。死後20年のスケルトン（骸骨）。極道で、ねこきっさの近所を仕切るヤクザ「山岡組」の組長。頭蓋骨には頭頂部に大きな傷跡があり、左眼の眼窩下にもヒビが入っている。組員は全員ゾンビらしい。ねこきっさ店内では温厚な好々爺で「ご老公」と呼ばれている。クゥを「猫の嬢ちゃん」と呼んで可愛がっている。
大変な美食家。大海に「まずい」と言われた店はつぶれるらしい。しかしスケルトンだけに、飲食した物はそのままお尻からだだ漏れてしまうため、どこで味がわかるのかは謎。酒をどんなに飲んでももちろん漏れ出てくるだけで、ミラからは「生粋のザル」と評された。
頭蓋骨は、ねこきっさスタッフによりいろいろな用途に使われる。一度「イメチェン」と称して骨を全て入れ換えたことがあり、どこが本体なのかは謎。本人は喫煙者ではないが、サボっているミルクが頭蓋骨の中で喫煙するため、頭蓋骨の内側はヤニで真っ黒になっている。よくバラバラになってしまうが昔ルーシアのもとにパズルとしてあった骨格らしいことから大抵ルーシアが組み立てる。死んで骨だけになっているが、健康には気を遣っている。
極道ながら地元の名士で町内運動会を主催し、巨大ドラゴンを助っ人に呼ぶなどしていた。また組員による草野球チーム「山岡グルメマーダーズ」を率いている。
ミラ＝ミレクリス
ルーシアの母親。形成外科の開業医。ルーシアやクリムの通う学校の出身でマヤとは同級生だったが年齢はかなり違うらしい。花見の飲み比べ合戦で、源十朗を破るほどの酒豪。ただしご老公には敗れた。クゥがお気に入り。昔は喫煙者だったが、子供ができたのを機に禁煙、現在は禁煙パイポを愛用している。
ジェニー
ねこきっさ東魔界支店に出現したゴキブリ。ただし、源十朗の顔を覆うほどの巨大サイズ。洗剤、熱湯、殺虫剤も効かなかったが、マヤさんに踏まれて瞬殺、ドラマCDではマヤさんのくしゃみによる炎のブレスで焼殺された。実は捕獲器の中でエサを目の前にして死んでいったゴキブリたちの怨霊だった。
シルク
雄猫。ミルクが仔猫の頃に拾い、少女のいる一家に引き取られた。仔猫の時はミルクにそっくりだったため、ミルクに隠し子疑惑が挙がった程。
シルクを引き取った少女
コウモリ風の羽・矢印型の尻尾と角があることから、デビル（悪魔）らしい。両親との3人家族。概ね母親似だが、小さいながら父譲りの角もあり髪留めに使っている。ご老公ほどではないが、時々ねこきっさに来ている。
猫の長老
ねこきっさ東魔界支店周辺の猫をまとめる長老。百歳を越える猫又。特技は「分身の術」（気絶による幽体離脱）。
八太郎
ねこきっさ東魔界支店周辺に出没するカラスの群れのリーダー。羽根を手裏剣の様に飛ばす技を得意とする。ネコ達とねこきっさのゴミをめぐって争うが、ご老公の仲介により和解する。
ドラゴンさん
魔界の都心バスの運転士兼動力源の巨大なドラゴン。爬虫類系だけに、寒くなると寝てしまい、バスが運休になる。ついでに寝相が悪く、寝返りを打つと周囲の建物を壊しまくる。
ナツメ
日本人形。ゴミ捨て場からクゥが拾って来て、貯金箱に使っていた。名前の由来は「貯金箱→（お金→千円札→）夏目（漱石）」の連想から。実は魂を吸い取る、呪われた人形。ぱくの家へ行って魂を吸おうと画策したが、海に入った時点で、水で壊れたらしい。その後はぱくの実家である旅館「竜宮城」で、仲居として働いている。魂を吸い取る本体は、魂の代わりに海水で満たされたため、普通の少女になっている。
シルバ＝A＝フォウル
クリムの父親。狼。全国放浪の旅をしてるらしく、ルーシアも面識が無かった。満月の夜にクゥの自転車に撥ねられてねこきっさに担ぎ込まれ、クリムのお下がりの眼鏡を使用していた為に「満月で狼に変身し記憶喪失になったクリム」と勘違いされ、そのまま娘の生活を知るチャンスとし、バイトに参加する。しかしそのことが夫人にばれて犬小屋生活の家庭内別居になる。声が高いのは、頑なにカギをかけるヤギをだますため、チョークを食べて声を変えたから。狩りは「中型以上が専門」らしい。
お兄ちゃん
クゥの兄。人間界出身。家出した妹を追って魔界にやってきたが、旅費が無く公園でホームレス生活を送っていた。勇者志望だが弱い。クゥを溺愛しているが避けられている。初登場時に着ていた鎧はカラス軍団にもっていかれ、愛刀（たましい）猫魂はクゥの投げたオルハリコンの皿によって斬られたが後に凶都で刀匠に直して貰い、真・猫魂となる。勇者48手なる多彩な技を使いこなす。またそのなかの一つ勇者加速（ユーシャアクセル）においては、当人曰く速さで負けたことはなく故に"漆黒の弾丸"というあだ名がついたとのこと。勇者としての登場時に"勇者ザッハトルテ"と名乗っているが、それが実の名前なのかは不明。

## 主な舞台
ねこきっさ東魔界支店
本作品の舞台となる喫茶店。窓ガラスは山岡組も御用達の防弾ガラス。ショットガンの弾痕がある。食器はオリハルコン製で、絶対割れない（ただし、マヤとクゥが一度ずつ壊したことがある）だけでなく、武器にもなる。冷蔵庫の非常電源は自転車で、1時間こげば一晩もつという高性能。店の入口には「対ゾンビー殲滅浄化魔法陣」が設置されており、これに踏み込んだゾンビーは肉の部分が消滅し、スケルトンになる（魔界条例に従った処置）。正規アルバイトは15歳以上と決まっている。
物置は古代迷宮をリフォームした地下ダンジョンであり、いろいろと謎のアイテムが保管され、「混沌」と化しているらしい。また、奥には一度エンディングを見た人しか入れない意外と最近の仕様の扉がある。
ねこきっさ南魔界支店
ぱくが正社員として働く喫茶店。海岸に近い場所にある。開店時にクゥ・ミルク・マヤが応援に行き、源十朗・クリム・ルーシアが偵察に来ていた。厨房はスズーレ専用で壁や天井にも調理台があり、飛び回って同時に調理することで通常の3倍のスピードで調理をこなす。
魔界
かなり近代化され、普通の都市になりつつある。魔王城も単なる役所と化しているが、一応冒険者のためのダンジョンも用意されている。たまに「道をたずねると方角歩数で大仰に教える老人」がいるなど、ファンタジー要素が残っている。「バードマンの焼鳥屋」「ハエ男の手打ちそば」「ゾンビの魚屋」「ヤギの郵便屋」などがいる。バスはドラゴンの背中に客室を乗せたもので、空を飛んで行く。銭湯「空の湯」があり、50年以上経営を続ける老婆が番台に座っている。クゥが店の食材を買い出しに行く八百屋の名前は「八百長（やおなが）」。条例により、ゾンビーの通常飲食店での食事は禁止されている。

## 書誌情報等

### 単行本
芳文社より「まんがタイムKRコミックス」として刊行されている。
1. 第1巻（2004年1月27日発売 2004年2月11日初版発行） ISBN 4-8322-7504-6
2. 第2巻（2005年1月27日発売 2005年2月11日初版発行） ISBN 4-8322-7526-7
3. 第3巻（2006年6月27日発売 2006年7月12日初版発行） ISBN 4-8322-7581-X
4. 第4巻（2007年10月27日発売 2007年11月11日初版発行） ISBN 978-4-8322-7658-1
5. 第5巻（2009年6月27日発売 2009年7月12日初版発行） ISBN 978-4-8322-7816-5
6. 第6巻（2011年6月27日発売 2011年7月12日初版発行） ISBN 978-4-8322-4040-7

### 小説
1. ねこきっさノベル 特選! ランチBOX（芳文社KR文庫 著者: 時野つばき 原作・イラスト: ととねみぎ 2007年5月31日） ISBN 978-4-8322-0253-5

## ドラマCD
ドラマCD『ねこきっさ』は、フロンティアワークスより2005年3月25日に発売された。1話あたり約12分から17分で、全5話が収録されている。
担当声優
主要担当声優は上述。ここではそれ以外のキャラについて記す。
- 勇者 - 平川大輔
- ゴキブリ・ジェニー - 出村貴
- 客1 - 宮村直樹
- 客2 - 佐藤雄大
- 客3 - 中山将志
- 客4 - 福田彦太